# الخزانة (باب تازة)
الخزانة هي إحدى مشيخات المملكة المغربية، تتبع جغرافيا لإقليم شفشاون وإداريًا لباب تازة. يقدر عدد سكانها بـ 5995 نسمة حسب الإحصاء الرسمي للسكان والسكنى لسنة 2004.